# Claude Morillon
Pour les articles homonymes, voir Morillon.
Claude Morillon est un imprimeur du début du XVIIe siècle, né vers 1578 à Villefranche-sur-Saône et mort en août 1621, installé à Lyon, et qui avait le privilège d'imprimeur et de libraire pour la Dombes. 

## Biographie
Il s'installe à Lyon à partir de 1590, épouse la fille du libraire Benoît Rigaud et imprime pour ce dernier.
Le 28 décembre 1603, il reçoit d’Henri de Montpensier, prince de Dombes, le privilège d'imprimeur et de libraire pour la souveraineté de la Dombes, une terre d’Empire aux portes du royaume de France ; le parlement de Dombes entérine le privilège le 9 février 1605. Ce privilège lui permettait de vendre tous les livres qu’il imprimait dans la principauté, sous réserve qu'ils aient reçu une approbation et ne soient pas contraires à la religion catholique . Claude Morillon, tout en restant à Lyon, devient ainsi imprimeur des souverains de Dombes ; il a trois marques typographiques, dont l'une à leurs armes, et s'intitule « imprimeur et libraire de monseigneur le duc de Montpensier » (ou : « de madame la duchesse de Montpensier »).
Il rédige son testament en avril 1621 et est enterré à Lyon le 19 août de la même année . Sa veuve, épousée en secondes noces, Antoinette Mégret , lui succède jusqu'en 1624 et donne 8 impressions, avant de se remarier à un imprimeur lyonnais Antoine Chard ,. 

## Œuvres
Il est l'auteur en 1610 de deux textes relatifs aux funérailles de Henry IV, qui paraissent sous le pseudonyme « C. M. I. D. M. L. D. D. M. » (Claude Morillon, imprimeur de madame la duchesse de Montpensier) et qu'il imprime sur ses presses :
- Pompe funèbre du très chrestien... prince Henry le Grand, roy de France [6].
- L'Ordre de la pompe funèbre observée au convoi et funérailles du très chrestien... Henry le Grand.

## Impressions
L'Universal Short Title Catalogue (USTC) répertorie 31 impressions de Claude Morillon pour le XVIe siècle, à partir de 1590 ; plusieurs sont imprimées pour des libraires lyonnais, Benoît Rigaud et ses héritiers, Horace Cardon, Antoine de Harsy  . Pour le XVIIe siècle, Anne-Marie Merland et Guy Parguez en répertorient 150, de 1601 à 1621.
Morillon imprime :
- des textes de circonstance, dont des pamphlets :
  - Ordonnance du Roy, et de Monsieur de Prevost de Paris (Jean Seguier) ... contre les jureurs, blasphémateurs, et autre, 1594 [6].
  - Le tombeau du Tres-Chrestien et Catholique roi de France et de Pologne, Henry III (en vers), 1594 [8].
  - Edict du Roy, sur la reduction de la ville d'Orleans en son obeissance (Mantes, février 1594), 1594 [6].
  - Antoine Arnauld, La premiere philipique, à la France, 1594 [8].
  - Le manifeste de Monsieur de Vitry, gouverneur de Meaux, à la Noblesse de France, 1594 [6].
  - Epistre de Yves, evesque de Chartres, touchant le sacre des roys de France : extraict de Aimnoius, sonnet. Carmen par H. D. B.. Quatrin par N. F., 1594 [6].
  - Discours véritable de la prinse de la ville de Han, défaicte des Espagnols et réduction du Chasteau en l'obéyssance du Roy, 1595 [8].
  - Copie de la lettre escritte par Monseigneur le Duc de Boüillon, à Monseigneur le Prince de Conty, contenant le discours au vray du combat fait devant la ville de Dourlans le 24 du mois de juillet dernier, 1595 [6].
  - Giacomo Marchisetti, Oraison panégyrique de la paix ... prononcée à Lyon en l'église ... de Saint-Jean .... le 18. jour de janvier 1601 ... traduitte par Claude Vezu, 1601 [6],[9].
  - Arrests du roy en son conseil privé : faicts pour le soulagement des communautés villageoises, 1607 [9].
  - Censure de la sacree Faculté de théologie de Paris, contre les impies et execrables parricides des Roys et des Princes (4 juin 1610, signé De La cour), 1610  [6]
  - Le convoy du cœur de Henry le Grand, IIII du nom depuis la ville de Paris jusques au College Royal de la Fleche, 1610 [8]
  - Nicolas Coeffeteau, Harangue funebre prononcee à Paris en l'eglise de sainct Benoist, au service faict pour le repos de l'ame de Henry IIII, 1610 [6]
  - Les feux de joye de la France sur les pompes et magnificences faictes a Paris pour l'heureuse alliance de son roy avec l'Infante d'Espagne, 1612 [8].
  - La prise du pont de Sé, et de son chasteau, par l'armee du Roy, 1620 [8].
  - Relation des victoires qu'ont obtenu les Chevaliers de Malte contre les Turcs l'an 1620, 1620 [8].

- des textes religieux :
  - Gaspard Paparin De l'amour. Le miroir du dévot chrétien, 1590 [8].
  - La saincte Bible, selon l'édition vulgaire, 1614 [10].
  - Les victoires et conquestes de son Altesse de Savoye, et de Monseigneur le Mareschal de Lesdiguieres, sur l'Estat de Milan (ast 9 sept. 1617), 1617 [8].
  - Sebastiao Vieira, Lettres annales du Jappon, des années M.DC.XIII et M.DC.XIV. Où plusieurs choses d'édification sont racontées fidèlement, & les Martyres arrivez durant la persécution desdictes années, traduction de Michel Coyssard, 1618.

- des recueils poétiques et des ouvrages littéraires :
  - Christophe de Gamon, Le jardinet de poésie, suivi de La muse divine, 1600 [8]
  - Christophe de Gamon, La semaine, ou Création du monde, contre celle du sieur Bartas, 1609 [8].
  - Louis Guyon, Les Diverses leçons, 1603 ; Morillon réimprime ce texte en 1610 et 1625.
  - Henry Du Lisdam, L'esclavage du brave chevalier François de Vintimille, des comtes de Marseille & Olieule, à présent commandeur du Planté & Cadillan, où l'on peut voir plusieurs rencontres de guerre dignes de remarque, 1608 [8].
  - Commentaire de Henri de Linthaut, sieur de Mont-Lion,... sur le Trésor des trésors de Christofle de Gamon, reveu et augmenté par l'auteur, 1610 [8].
  - Jean-Baptiste Chassignet, Les Paraphrases sur les cent cinquante pseaumes de David, mis en vers françois, 1613.

- des dictionnaires :
  - Jean Nicot, Nouveau dictionnaire françois-latin. Augmenté des noms de Marine, Venerie, Faulconnerie, Arbres, Herbes, Plantes & Fleurs, avec leurs genres, obmis és precedentes impressions. D'auantage y sont adjoustees diverses Phrases, Recherches, Antiquitez & Sentences : ensemble les noms des Empereurs, Roys, Peuples, Empires, Royaumes, Regions, Villes, Montaignes, Mers, Fleuves & Rivieres. Et enrichi de deux beaux traictez, l'un des Arts Liberaux & Mestiers, l'autre des Paroemies proverbiales, suyvies à la fin d'un Abregé de Proverbes François, purgez, & remis en meilleurs termes que cy devant, édition révisée par Jean Baudouin, 1607 [11] ; Morillon en donnera une réédition en 1612, révisée par Jacques Voultier.

Il imprime également des classiques latins (Cicéron, Quinte Curce, Justin ...)